# 变色山槟榔
变色山槟榔（学名：Pinanga discolor）为棕榈科山槟榔属下的一个种。其种加词“discolor ”意为“异色的”。
现接受名为变色山槟榔（Pinanga baviensis Becc., 1910)。